# Bug (2006)
Bug is een Amerikaanse psychologische thriller uit 2006 onder regie van William Friedkin. Hij verfilmde hiervoor het gelijknamige toneelstuk geschreven door Tracy Letts. Friedkin won met Bug de FIPRESCI Prize van het Filmfestival van Cannes, hoofdrolspeelster Ashley Judd werd genomineerd voor een Saturn Award en de filmposter voor een Golden Trailer Award.

## Verhaal
Agnes White (Ashley Judd) is een eenzame vrouw die in een aftandse motelkamer woont en de kost verdient als serveerster in een uitgaansgelegenheid voor lesbiennes. Zelf is ze hetero en heeft ze een huwelijk achter de rug met de agressieve Jerry Goss (Harry Connick jr.). White en Goss hadden een zoontje, Lloyd, die als kleuter spoorloos verdween tijdens een onoplettend moment. Nu wil ze graag met rust gelaten worden door Goss, maar hij is net vrijgelaten na een celstraf van twee jaar en ze is bang dat hij haar weer opzoekt.
Whites collegaserveerster R.C (Lynn Collins) is haar beste vriendin. Zij stelt White dan ook voor aan een potentiële nieuwe man in haar leven in de vorm van Peter Evans (Michael Shannon). Deze verklaart niettemin wel klaar te zijn met relaties en seks en vooral behoefte te hebben aan vriendschap, wat White wel aanstaat. Aangezien hij geen vaste woon- of verblijfplaats heeft, nodigt ze hem uit bij haar op de bank te blijven slapen. Hun vriendschap ontwikkelt zich echter dusdanig, dat ze toch eenmalig met elkaar in bed belanden.
Evans voelt in bed dat hij gebeten wordt door een bedwants. Hij vindt steeds meer insecten in de motelkamer en blijkt heel wat van ze af te weten. Hij verklaart een geheim te hebben dat hij White wel durft toe te vertrouwen. Hij zegt te worden gezocht door het leger dat op hem experimenteerde toen hij hiervoor werkte. Evans weet zeker dat hij hierdoor een zekere soort beestjes in zijn bloed heeft gekregen en toont White dit onder een microscoop. Hij krijgt alleen steeds meer last van onderhuidse jeuk en beten en ook White valt hieraan ten prooi. Terwijl het stel probeert de beestjes waar mogelijk uit hun lichamen te snijden, vraagt R.C. zich daarentegen af of hun klachten geen inbeelding zijn.

## Rolverdeling
- Ashley Judd - Agnes White
- Michael Shannon - Peter Evans
- Harry Connick jr. - Jerry Goss
- Lynn Collins - R.C.
- Brian F. O'Byrne - Dr. Sweet

## Trivia
- Shannon speelde zijn personage ook in de toneelversie